# Урусов Лев Володимирович
Князь Лев Володимирович Урусов (31 грудня 1877 , Санкт-Петербург — 1933, Париж
) — російський дипломат, член МОК з 1910 по 1933 рік. Онук генерала П. О. Урусова, племінник дипломата Л. П. Урусова.

## Життєпис
Лев Володимирович Урусов народився в 1877 році в сім'ї статського радника, камергера Володимира Павловича Урусова. У 1898 році закінчив Імператорський Олександрівський ліцей. З того ж року перебував на службі в МЗС. З 1910 по 1912 рік очолював російську дипломатичну місію в Болгарії, в 1912- 1916 роках був першим секретарем російського посольства в Японії. З 1917 року в еміграції.

### Спортивна кар'єра
Князь Урусов був одним з найсильніших російських тенісистів свого часу. У 1907 році він став чемпіоном Санкт-Петербурга, а на наступний рік чемпіоном Росії. У 1913 році, перебуваючи на дипломатичній службі в Японії, Урусов виграв відкрита першість Токіо з тенісу в одиночному розряді. З 1910 року до самої смерті в 1933 році Урусов був членом МОК. Після закінчення Першої світової війни неодноразово виступав з пропозиціями про повернення російського представництва в міжнародне Олімпійський рух, перш за все, перед Олімпіадою 1920 року, у вигляді команди, складеної з емігрантів, а потім, перед Олімпіадою 1924 року, у вигляді двох команд, емігрантській і радянської, але керівництво МОК, висловивши захоплення патріотизмом князя, ці проекти рішуче відхилив: Радянська Росія не була визнана МОК, а емігранти не уявляли реальну країну.
У 2008 році ім'я князя Льва Володимировича Урусова було внесено в списки Зали російської тенісної слави в номінації «Піонери вітчизняного тенісу». Анна Дмитрієва повідомила репортерам, що родичів князя в Росії не залишилося і що пам'ятна статуетка і диплом лауреата будуть зберігатися в Росії, поки не будуть затребувані кимось із його родичів за кордоном.